# شایوریا چوهان
شایوریا چوهان (به انگلیسی: Shaurya Chauhan) (زاده ۷ اوت ۱۹۷۷) مدل، بازیگر و مجری تلویزیون هندی است.
از فیلم‌هایی که وی در آن نقش داشته است می‌توان به برای اینکه اشاره کرد.